# Jamey Haddad
Jamey George Haddad (* 2. Juli 1952 in Cleveland, Ohio) ist ein US-amerikanischer Schlagzeuger und Perkussionist mit libanesischem Background.

## Leben und Wirken
Neben dem Schlagzeugstudium am renommierten Berklee College of Music in Boston, Massachusetts erlernte er bereits im frühen Kindesalter traditionelle libanesische Perkussions Instrumente.
Nach mehrjährigen Studien der karnatischen, d. h. südindischen Musik mit Ramnad Raghavan erhielt Haddad ein Fulbright-Stipendium, welches ihm ein einjähriges Studium indischer Perkussionsinstrumente wie z. B. der Kanjira ermöglichte.
Darüber hinaus wurde ihm das National Endowment for the Arts Stipendium zuteil.
Jamey Haddad trat auf mit  Paul Simon, the Paul Winter Consort, Dave Liebman, Joe Lovano, Alan Farnham, Carly Simon, Betty Buckley, Rabih Abou-Khalil, Simon Shaheen, Trichy Sankaran, Osvaldo Golijov, Nguyên Lê, Steve Shehan, Elliot Goldenthal, Sergio and Odair Assad, Daniel Schnyder, Nancy Wilson, and Steve Gadd.
Haddad unterrichtet am Berklee College of Music und Cleveland Institute of Music.

## Weblink
- Jamey Haddad bei Discogs

| Personendaten    | Personendaten                                    |
| ---------------- | ------------------------------------------------ |
| NAME             | Haddad, Jamey                                    |
| ALTERNATIVNAMEN  | Haddad, Jamey George (vollständiger Name)        |
| KURZBESCHREIBUNG | US-amerikanischer Schlagzeuger und Perkussionist |
| GEBURTSDATUM     | 2. Juli 1952                                     |
| GEBURTSORT       | Cleveland, Ohio                                  |